# قطعنامه ۱۹۹۵ شورای امنیت
قطعنامه  ۱۹۹۵ شورای امنیت سازمان ملل متحد که در تاریخ ۰۶ جولای ۲۰۱۱ تصویب شد، سندی بین‌المللی دربارهٔ دیوان جرایم بین‌المللی برای رواندا است. این قطعنامه طی نشست ۶۵۷۳ام با ۱۵ رای موافق، ۰ مخالف و ۰ ممتنع تصویب شد.